# Dalletastacus enigmaticus
Dalletastacus
Genre
Espèce
Dalletastacus est un genre fossile de crustacés de l'ordre des Decapoda. Ce genre n'est représenté que par l'espèce fossile Dalletastacus enigmaticus.

## Classification
Dalletastacus et Dalletastacus enigmaticus sont décrits en 1939 par les deux paléontologues français Louis Émile Piton (1909-1945) et Nicolas Théobald (1903-1981),,. 

## Description
L'échantillon est un fragment de patte de crustacé, composé d'un carpopodite et d'un méropodite. Il présente des ornements épineux le rapprochant de certains Astacidae, dans un genre différent des genres connus.
Le carpopodite est long de 5,3 mm et large de 2 mm à la base et de 3,6 mm à son extrémité ; le bord postérieur est convexe, le bord antérieur sensiblement rectiligne. Ces bords sont garnis d'une rangée de piquants espacés et peu pointus. Au tiers antérieur, on observe une ligne de petits piquants plus pointus et serrés.
Le méropodite est long de 5,2 mm, large de 1,2 mm, rétréci à son extrémité, et orné d'une ligne de piquants peu serrés à la base et sur le bord antérieur, de piquants plus fins sur le bord postérieur et de deux lignes obliques de piquants plus serrés et plus forts sur sa surface.
Louis Piton et Nicolas Théobald ne formulent pas d'hypothèse sur les rapports de ce fossile avec les espèces actuelles.

### Publication originale
- [1939] Louis Émile Piton et Nicolas Théobald, « Poissons, Crustacés et Insectes fossiles de l'Oligocène du Puy-de-Mur (Auvergne) », Mémoires de la Société des Sciences de Nancy, vol. 4,‎ 1939, p. 77-123.